# Skerjafjörður

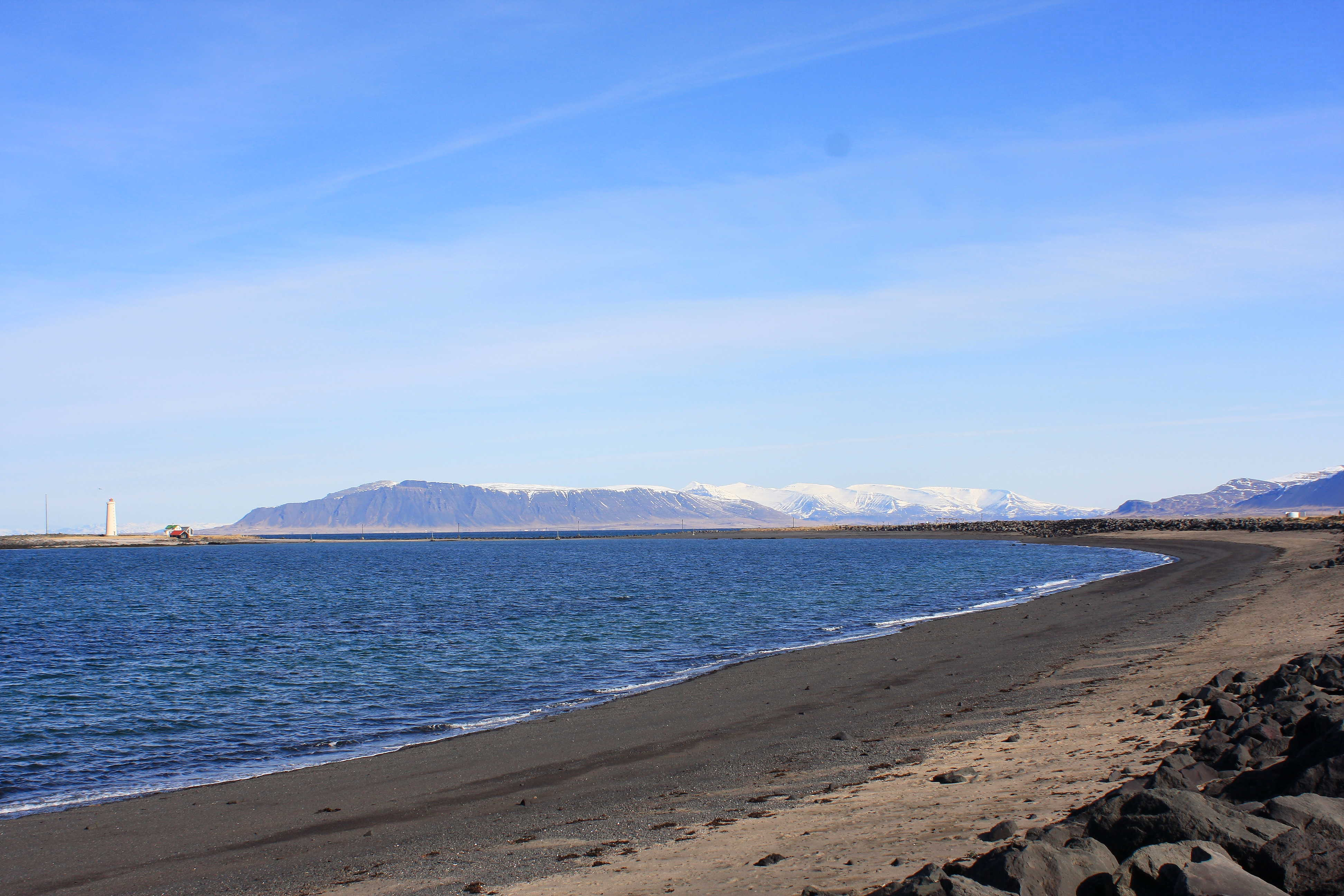
Skerjafjörður

Kaart van de omgeving van Reykjavík.

De Skerjafjörður (klippenfjord) is een kleine fjord in het westen van IJsland die aan de baai Faxaflói grenst. Hij ligt tussen de Kollafjörður in het noorden en de Hafnarfjörður in het zuiden in. De Skerjafjörður is van het noordwesten tot het zuidoosten omgeven door de steden Seltjarnarnes, Reykjavík, Kópavogur en Álftanes en is vernoemd naar Löngusker, een lange klip in het midden van de fjord.